# Munster's Revenge
Pour plus de détails, voir Fiche technique et Distribution.
Munster's Revenge (The Munsters' Revenge) est un téléfilm américain réalisé par Don Weis et diffusé en 1981 sur le réseau NBC. Le téléfilm est basé sur la série télévisée Les Monstres. Parmi les acteurs de la série originale, seuls Fred Gwynne, Yvonne De Carlo et Al Lewis reprennent leurs rôles pour ce téléfilm.

## Synopsis
Les Monstres découvrent dans un musée de cire des mannequins à leurs images. Très amusés par cette ressemblance, ils se prennent en photo avec leurs répliques en cire. Cependant, ces mannequins en cire se mettent à marcher et commencent à semer la pagaille dans toute la ville. Les vrais Monstres se retrouvent alors injustement accusés des crimes de leurs répliques en cire. Herman et le Grand-père vont devoir tout faire pour sauver l'honneur de la famille avant la fête d'Halloween...

## Fiche technique
- Titre original : The Munsters' Revenge
- Titre français : Munster's Revenge
- Réalisation : Don Weis
- Scénario : Arthur Alsberg et Don Nelson
- Musique : Vic Mizzy
- Photographie : Harry L. Wolf
- Montage : Fred Baratta
- Production : Edward Montagne, Arthur Alsberg et Don Nelson
- Société de production : Universal Television
- Distribution : NBC
- Pays :  États-Unis
- Langue : anglais
- Format : Couleur - Son : Mono - 1,33:1
- Genre : Comédie fantastique
- Durée : 96 minutes
- Date de diffusion :
  - États-Unis : 27 février 1981 sur NBC (télévision)

## Distribution
- Al Lewis (VF : Roger Carel) : Grand-père Monstre
- Fred Gwynne (VF : Bernard Métraux) : Herman Monstre
- Jo McDonnell : Marilyn Monstre
- Yvonne De Carlo : Lily Monstre
- Peter Fox (VF : Pierre Laurent) : Glen Boyle
- Sid Caesar (VF : Gérard Hernandez) : Dr. Dustin Diablo
- Herb Voland (VF : Georges Atlas) : Harry Boyle
- Ezra Stone (VF : Henri Poirier) : Dr. Lichtlighter
- Robert Hastings (VF : Raoul Delfosse) : le fantôme de l'Opera
- K.C. Martel (VF : Luq Hamet) : Eddie Monstre
- Colby Chester (VF : Jean-Louis Faure) : Michael
- Howard Morris (VF : Michel Mella) : Igor
- Joseph Ruskin : Paulo
- Michael McManus : Ralph
- Anita Dangler (VF : Claude Chantal) : Elvira

## Autour du téléfilm
Après le succès du téléfilm La Famille Addams : C'est la fête, diffusé en 1977, la chaîne NBC décide de produire un téléfilm basé sur la série concurrente de la Famille Addams des années 1960, Les Monstres. Fred Gwynne refusa d'abord l'offre de la chaîne pour reprendre son rôle d'Herman Monstre, il décida finalement d'accepter après que sa seconde femme lui ai suggéré de demander un plus gros salaire. Yvonne De Carlo et Al Lewis reprennent aussi leurs rôles de Lily Monstre et du Grand-père. Pour garder un maquillage fidèle à la série originale, Fred Gwynne insista pour faire revenir Karl Silvera et Abe Haberman, maquilleurs de la série, pour le maquillage du téléfilm. Ezra Stone, réalisateur de plusieurs épisodes de la série originale, incarne dans le téléfilm le personnage du docteur Lightlighter.